# Ready!
Albums de Nami Tamaki
STEP
(2010)
Singles
Ready! est le 2e album de Nami Tamaki sous le label Universal Music Japan, et son 6e en tout, il est sorti le 23 février 2011 au Japon. Il sort en format CD et CD+DVD. Il arrive 63e à l'Oricon. Il se vend à 1 918 exemplaires la première semaine et reste classé 2 semaines.

## Liste des titres
| 1. | Girlie Night feat.Girlsday                                                  | 3:31 |
| 2. | Missing You ~Time To Love~ feat. KWANGSOO, JIHYUK, GEONIL (from Choshinsei) | 3:32 |
| 3. | My Boy                                                                      | 3:04 |
| 4. | Tsuyogari, Iranain da ne (強がりとか、いらないんだね。)                     | 4:01 |
| 5. | Just Dance                                                                  | 3:16 |
| 6. | My Style                                                                    | 3:38 |
| 7. | Signal                                                                      | 3:23 |
| 8. | Good-bye                                                                    | 3:34 |

| 1. | Missing You ~Time To Love~ feat. KWANGSOO, JIHYUK, GEONIL (from Choshinsei) |  |